# Fondation d'entreprise Pernod Ricard
La Fondation d'entreprise Pernod Ricard assure depuis plus de vingt ans le mécénat du Groupe Pernod Ricard en faveur de l'art contemporain.

## Fonctionnement de la Fondation
Le 1er juillet 2020, la Fondation d’entreprise Ricard devient la Fondation d’entreprise Pernod Ricard, elle est présidée par Alexandre Ricard et dirigée par Colette Barbier. Son engagement en faveur de la jeune scène artistique française, initié par Paul Ricard, précurseur en matière de mécénat culturel a été distingué le 3 juin 2009 par la médaille de « grand mécène du ministère de la culture ». Cette distinction consacre le soutien apporté par la Fondation à une génération d'artistes émergents à qui elle a donné les moyens de produire et de montrer leurs projets de 2007 à 2020 dans le 8ème arrondissement de Paris dans un espace d'exposition pensé par les architectes Jakob + Macfarlane. La Fondation s'installe à l'automne 2020 au nouveau siège du Groupe Pernod Ricard dans le quartier de la gare Saint Lazare en plein cœur de Paris. 

### Expositions
La Fondation d'entreprise Pernod Ricard donne carte blanche à de jeunes créateurs lors d'expositions collectives. Si les œuvres artistiques française sont privilégiées, les œuvres étrangères ne sont pas oubliées[réf. souhaitée].
2022
- 23e Prix Fondation Pernod Ricard Horizones, exposition collective
- Oral Texte, exposition collective
- Unbuilt, s'invite chez eux, exposition collective
- L'avancée, exposition collective
- Entre tes yeux et les images que j'y vois* (un choix sentimental), exposition collective

### Éditions
Cette section ne s'appuie pas, ou pas assez, sur des sources secondaires ou tertiaires indépendantes du sujet.

Pour l'améliorer, ajoutez-en, ou placez des modèles {{Source secondaire souhaitée}} ou {{Source secondaire nécessaire}} sur les passages mal sourcés. (juin 2022)
La Fondation participe également au financement d'éditions d'ouvrages sur des artistes. Parmi les ouvrages qui ont déjà été édités, citons la monographie de Laurent Grasso, de Didier Marcel ou de David Saltiel, Djinn's de Tatiana Trouvé, After de Jean-Max Colard et Thomas Lélu, Low Commotion d'Olivier Dollinger, Unité de Boris Achour, Storytelling de Sandy Amerio, Snowi d'Edouard Boyer, Little Odyssée de Pierre Malphettes… ainsi que des ouvrages collectifs : 72, Trouble, Fresh Théorie I, II & III.

### Évènements
Cette section ne s'appuie pas, ou pas assez, sur des sources secondaires ou tertiaires indépendantes du sujet.

Pour l'améliorer, ajoutez-en, ou placez des modèles {{Source secondaire souhaitée}} ou {{Source secondaire nécessaire}} sur les passages mal sourcés. (juin 2022)

#### Prix de la Fondation d'entreprise Pernod Ricard
Le prix consiste en un compagnonnage d’une année pour les artistes sélectionnés. À l’issue de ce processus, après une exposition collective, le lauréat bénéfice de l’achat d’une œuvre offerte au Centre Pompidou, ainsi que d’une aide à la production d’un projet personnel à l’étranger.

#### Partenaire de laFIAC
La FIAC et la Fondation d'entreprise Pernod Ricard engagent, depuis 2005, le programme YCI (Young Curators Invitational). YCI vise à rassembler à Paris, pendant la semaine de la FIAC, un groupe de cinq personnalités de la génération émergente d'intellectuels, critiques et commissaires d'exposition. Sélectionnés sur propositions d'institutions internationales, les participants au programme YCI ont ainsi pu s'entretenir avec des artistes (Stéphane Calais, Aurélien Froment), de confronter leur expérience à celle de commissaires (Caroline Bourgeois, Emma Lavigne, Marc-Olivier Wahler) et de découvrir dans des conditions privilégiées un ensemble de lieux d'expositions (Crédac, Beton Salon, Castillo Corrales, etc.).